# Ermita de Santa Bárbara (Salsadella)
La ermita de Santa Bàrbara (La Salsadella), está situada al lado de un antiguo distribuidor, en la carretera de Tírig, a unos 600 m de la población.
Está catalogada como Bien de Relevancia Local, con código 12.03.098-004, y declaración genérica según la Disposición Adicional Quinta de la Ley 5/2007, de 9 de febrero, de la Generalitat, de modificación de la Ley 4/1998, de 11 de junio, del Patrimonio Cultural Valenciano (DOCV Núm. 5.449 / 13/02/2007).

## Historia
Antiguamente recibía romería desde Tírig, hasta que en 1603 los tirijanos construyeron su propia ermita a la santa.
El actual templo aparece documentado a finales del siglo XVII.
Las pinturas del interior fueron restauradas a la década de los setenta y el techo del pórtico en 1992.

## Arquitectura
Planta rectangular de tres tramos con arcos de medio punto y cubierta de Bóveda de cañón. Construcción de masonería con contrafuertes de sillares y tejado a dos aguas. Existe un soportal delante, protegiendo una sencilla puerta adovellada, y encima, una espadaña coronada con un frontón.
Se conserva parte de la pintura esgrafiada barroca del interior.

## Festividad
La fiesta litúrgica es el 4 de diciembre, pero se celebra el domingo cercano en la fiesta, con misa cantada.